# 拉博拉
拉博拉（西班牙語：La Bola），是西班牙加利西亚自治区奥伦塞省的一个市镇。总面积35平方公里，总人口1527人（2001年），人口密度44人/平方公里。